# Piers Paul Read
Piers Paul Read (Beaconsfield, 7 de março de 1941) é um romancista e dramaturgo inglês.
Estudou num colégio de monges beneditinos e em Cambridge. Entre as suas obras de não-ficção conta-se o livro Alive: The Story of the Andes Survivors, que vendeu cinco milhões de exemplares e foi adaptado ao cinema, Ablaze: The Story of Chernobyl, e The Templars, uma história das cruzadas. O seu primeiro romance foi publicado em 1966.